# 超!A&G+放送枠
超!A&G+放送枠とは文化放送の制作（実質は文化放送A&Gゾーンの制作）で超!A&G+にて配信または放送されている（または過去に放送されていた）番組枠の総称である。

## 概要
- 当初はUNIQue the RADIO（2007年4月に開局するも2009年10月5日で閉局）内に放送されていた月 - 金曜の毎日6時間程度の枠でしか確保されない番組枠だったが2007年9月3日に独立して一日20時間（日曜日は一日19時間）の放送へ急成長した。
- しかし当初の区分けは月曜日の16時を境界線として土曜日の午後までは「Voice of A&G Digital 超ラジ!」を中心とした生ワイドの本放送やリピート放送を軸に土曜21時以降は月曜日の昼前まで「アニスパ!」「こむちゃっとカウントダウン」の本放送やリピート放送を軸にした番組編成をしていた。
- その後金曜日の日中や夕方・夜の本放送は月曜日の朝 - 午後に変更するなどして番組枠は度々変更されている。
- 一時期は文化放送以外の外部制作会社が制作する番組を超!A&G+にも放送していたが幾度かの編成トラブルを起こし文化放送超!A&G+では配信を打ち切り別チャンネルへ移動された人気番組も現在多数存在する[1][2]。
- 2021年9月までは大網株式会社制作の声優動画番組も数番組ほど放送されていたが2021年10月以降は解消されている[3]。
- しかし、平日20時生放送枠のリピート放送枠が翌日（金曜本放送分は翌週月曜）の朝の通勤・通学時間帯に設定されていたため、見聞きできる人は限られ、「A&G NEXT BREAKS FIVE STARS」以降は朝のリピート拝聴・視聴者数が大幅に減少した。そのため「超ラジR」は1週遅れのリピートに変更された。
- それでも平日早朝から16時までの視聴者が増えず、2023年4月改編より月 - 金曜は16時開始へ変更した。